# Honduras megyéi
Honduras 18 megyére (departamento) van felosztva. 
A legnagyobb területű megye Olancho, lakosság szerint viszont Francisco Morazán az első, ahol az ország fővárosa, Tegucigalpa is található. A legkisebb egység, mind a terület, mind a lakosság alapján Islas de la Bahía megye.
| #  | Megye             | Főváros             |                             |
| -- | ----------------- | ------------------- | --------------------------- |
| 1  | Atlántida         | La Ceiba            | zentriert · Honduras megyéi |
| 2  | Choluteca         | Choluteca           | zentriert · Honduras megyéi |
| 3  | Colón             | Trujillo            | zentriert · Honduras megyéi |
| 4  | Comayagua         | Comayagua           | zentriert · Honduras megyéi |
| 5  | Copán             | Santa Rosa de Copán | zentriert · Honduras megyéi |
| 6  | Cortés            | San Pedro Sula      | zentriert · Honduras megyéi |
| 7  | El Paraíso        | Yuscarán            | zentriert · Honduras megyéi |
| 8  | Francisco Morazán | Tegucigalpa         | zentriert · Honduras megyéi |
| 9  | Gracias a Dios    | Puerto Lempira      | zentriert · Honduras megyéi |
| 10 | Intibucá          | La Esperanza        | zentriert · Honduras megyéi |
| 11 | Islas de la Bahía | Roatán              | zentriert · Honduras megyéi |
| 12 | La Paz            | La Paz              | zentriert · Honduras megyéi |
| 13 | Lempira           | Gracias             | zentriert · Honduras megyéi |
| 14 | Ocotepeque        | Ocotpeque           | zentriert · Honduras megyéi |
| 15 | Olancho           | Juticalpa           | zentriert · Honduras megyéi |
| 16 | Santa Bárbara     | Santa Bárbara       | zentriert · Honduras megyéi |
| 17 | Valle             | Nacaome             | zentriert · Honduras megyéi |
| 18 | Yoro              | Yoro                | zentriert · Honduras megyéi |

## A megyék létrehozása
- 1825: Honduras 7 megyével rendelkezik: Comayagua, Santa Bárbara, Tegucigalpa, Choluteca, Yoro, Olancho és Gracias.
- 1869: További 7 megyét hoznak létre: La Paz (Comayaguából), El Paraíso (Tegucigalpából és Olanchóból), Copán (Graciasból), és La Mosquitia (Yoróból).
- 1872: Megalakul Islas de la Bahía (1860-ban Nagy-Britannia átengedi a szigetet Hondurasnak).
- 1881: Colón megalakul.
- 1883: Intibucá megye létrejön.
- 1893: Valle megye (Cholutecából) és Cortés (Santa Bárbarából)
- 1906: Ocotepeque létrejön (Copánból).